# Wilsoniella karsteniana
Wilsoniella karsteniana là một loài rêu trong họ Ditrichaceae. Loài này được Müll. Hal. mô tả khoa học lần đầu tiên năm 1881.